# CoCo Uta no Daihyakka Sono 1
Albums de CoCo
Straight + Single Collection
(2008) CoCo Uta no Daihyakka Sono 2
(2008)
CoCo Uta no Daihyakka Sono 1 (CoCo☆うたの大百科その1) est un triple album compilation du groupe de J-pop CoCo, la sixième compilation à lui être consacrée.

## Présentation
C'est le premier volume d'une intégrale des chansons du groupe CoCo. Il sort le 3 septembre 2008 au Japon sous le label Pony Canyon, le même jour que le second volume CoCo Uta no Daihyakka Sono 2, et moins de deux mois après une précédente compilation du groupe, Straight + Single Collection. Il inclut trois CD de 17 ou 18 pistes chacun, et un livret de 72 pages.
Il contient les 53 chansons enregistrées par le groupe dans son ensemble durant sa carrière, parus en singles (faces A et B) ou en albums de 1989 à 1994, excluant cependant 17 titres attribués au groupe mais particuliers, qui figureront sur le second volume (13 titres interprétés en fait en solo par les divers membres, un instrumental, et trois versions remaniées de titres figurant déjà sur le volume 1 dans leurs versions originales). Six des titres, parus en face B de singles, étaient jusque-là inédits en album (original ou compilation).
Azusa Senō ne chante pas sur une quinzaine de titres, enregistrés après son départ du groupe en 1992, mais figure cependant sur la couverture de l'album avec les quatre autres membres.

## Liste des titres
| 1.  | Out of Blue ~Futari no Densetsu~ (OUT of BLUE～ふたりの伝説～)               | Album Strawberry (1990)                          |  |
| 2.  | Asayake Riverside (あさやけリバーサイド)                                     | Album Share (1992)                               |  |
| 3.  | Ashita no Koi (明日の恋)                                                     | Album Snow Garden (1990)                         |  |
| 4.  | Anata Dakara Suki na no (あなただから好きなの) (de You're My Treasure)       | Face B (1994)                                    |  |
| 5.  | Ame no Jealously (雨のジェラシー)                                            | Album Strawberry (1990)                          |  |
| 6.  | Equal Romance (EQUALロマンス)                                                | Single (1989) / Album Strawberry (1990)          |  |
| 7.  | Itte Shimatta Bus (行ってしまったバス)                                       | Album Straight (1991)                            |  |
| 8.  | Winning (WINNING) (face B de Yokohama Boy Style)                             | Face B (1992)                                    |  |
| 9.  | Wedding (WEDDING)                                                            | Album Straight (1991)                            |  |
| 10. | Otome no Rehearsal (乙女のリハーサル) (face B de Equal Romance)              | Face B (1989) / Album Strawberry (1990)          |  |
| 11. | Onaji Hoshi no Ue de... (同じ星の上で…)                                      | Album Share (1992)                               |  |
| 12. | Onegai Hold Me Tight (お願いHOLD ME TIGHT)                                   | Album Share (1992)                               |  |
| 13. | Omoide ga Ippai (思い出がいっぱい) (face B de Natsu no Tomodachi)            | Face B (1990) / Compilation CoCo Ichiban! (1991) |  |
| 14. | Kamisama wa Ijiwaru ja nai (神様はいじわるじゃない) (face B de Live Version) | Face B (1991) / Compilation CoCo Ichiban! (1991) |  |
| 15. | Kimagure Swing (気まぐれSWING)                                               | Album Straight (1991)                            |  |
| 16. | Kimi ga Kureta Jewel (キミがくれた宝石) (face B de Muteki no Only You)       | Face B (1991)                                    |  |
| 17. | Kimi no Uta, Boku no Uta (君の歌、僕の歌)                                    | Album Snow Garden (1990)                         |  |
| 18. | Kimi wo Iku (君を行く)                                                       | Album Sylph (1992)                               |  |

| 1.  | Koi no Junction (恋のジャンクション)                                          | Single (1993) / Compilation Singles (1994)       |  |
| 2.  | Kore Kara... (これから・・・)                                                 | Album Sweet & Bitter (1994)                      |  |
| 3.  | Circus Game (サーカス・ゲーム)                                                | Album Straight (1991)                            |  |
| 4.  | Sasayaka na Yūwaku (ささやかな誘惑)                                           | Single (1990) / Album Snow Garden (1990)         |  |
| 5.  | The First Snow (THE FIRST SNOW)                                               | Album Snow Garden (1990)                         |  |
| 6.  | Sayonara (さよなら)                                                           | Album Share (1992)                               |  |
| 7.  | Sayonara Kara Hajimaru Monogatari (さよならから始まる物語)                    | Album Strawberry (1990)                          |  |
| 8.  | Shiawase Kamo ne (幸せかもね) (face B de News na Mirai)                       | Face B (1991)                                    |  |
| 9.  | Sweet Energy ~ Mirai wa Mikata (...未来は味方) (face B de Koi no Junction)    | Face B (1993)                                    |  |
| 10. | Sono Mune no Tobira (その胸の扉)                                              | Album Sweet & Bitter (1994)                      |  |
| 11. | Dakara Namida to Yobanaide (だから涙と呼ばないで)                             | Single (1992) / Compilation Singles (1994)       |  |
| 12. | Tasogare Tsūshin~Tasogare Doki ni Omotteru (黄昏通信～たそがれどきに想ってる) | Face B de Dakara Namida to Yobanaide (1993)      |  |
| 13. | Chiisa na Ippo de (ちいさな一歩で)                                            | Single (1993) / Album Sweet & Bitter (1994)      |  |
| 14. | Tenshi no Chime (天使のチャイム) (face B de Hanbun Fushigi)                   | Face B (1990) / Album Strawberry (1990)          |  |
| 15. | Two Hearts (TWO HEARTS)                                                       | Album Straight (1991)                            |  |
| 16. | Naze? (なぜ？)                                                                | Album Straight (1991)                            |  |
| 17. | Natsuzora no Dreamer (夏空のDreamer)                                          | Single (1992) / Album Sylph (1992)               |  |
| 18. | Natsu no Tomodachi (夏の友達)                                                 | Single (1990) / Compilation CoCo Ichiban! (1991) |  |

| 1.  | News na Mirai (Newsな未来)                                            | Single (1991) / Compilation CoCo Ichiban! (1991) |  |
| 2.  | Haru - Milkyway (春・ミルキーウェイ)                                  | Album Strawberry (1990)                          |  |
| 3.  | Hanbun Fushigi (はんぶん不思議)                                       | Single (1990) / Album Strawberry (1990)          |  |
| 4.  | Himawari (ひまわり)                                                   | Album Share (1992)                               |  |
| 5.  | Minna Daijōbu (みんな大丈夫) (face B de Chiisa na Ippo de)            | Face B (1993) / Album Sweet & Bitter (1994)      |  |
| 6.  | Moonlight Express                                                     | Album Straight (1991)                            |  |
| 7.  | Muteki no Only You (無敵のOnly You)                                   | Single (1991) / Compilation Singles (1994)       |  |
| 8.  | Melody (メロディー) (face B de Sasayaka na Yūwaku)                    | Face B (1990) / Compilation CoCo Ichiban! (1991) |  |
| 9.  | Yasashisa ni Kaerenai (優しさに帰れない)                              | Album Straight (1991)                            |  |
| 10. | Yasashisa no Hōsoku (やさしさの法則) (face B de Natsuzora no Dreamer) | Face B (1992) / Album Sylph (1992)               |  |
| 11. | You're My Treasure - Tōi Yakusoku (You're my treasure～遠い約束)      | Single (1994) / Album Sweet & Bitter (1994)      |  |
| 12. | Yume Dake Miteru (夢だけ見てる)                                       | Single (1991) / Compilation Singles (1994)       |  |
| 13. | Yume no Eien (夢の永遠)                                               | Album Straight (1991)                            |  |
| 14. | Yume wa Nemuranai (夢は眠らない)                                      | Album Strawberry (1990)                          |  |
| 15. | Yōseitachi no Rhapsody (妖精たちのラプソディー)                       | Album Snow Garden (1990)                         |  |
| 16. | Yokohama Boy Style (横浜Boy Style)                                    | Single (1992) / Album Sylph (1992)               |  |
| 17. | Live Version                                                          | Single (1991) / Album Straight (1991)            |  |